# Stowarzyszenie Metropolia Bydgoszcz
Stowarzyszenie Metropolia Bydgoszcz – stowarzyszenie gmin obejmujące 18 gmin leżących w strefie oddziaływania aglomeracji Bydgoszczy.

## Charakterystyka
Stowarzyszenie jest formą współpracy samorządów, będącą wstępem do budowy bydgoskiego związku metropolitalnego. Jego celem jest budowanie wspólnej tożsamości, wspieranie rozwoju społeczno-gospodarczego obszaru stowarzyszenia, jego promocja i dbanie o wspólne interesy zrzeszonych samorządów.

## Historia
9 października 2015 roku uchwalono ustawę o związkach metropolitalnych, która stwarzała możliwość tworzenia takich związków przez największe polskie miasta wraz z okolicznymi samorządami. Kryteria ustawowe spełniało około 10 miast w Polsce w tym Bydgoszcz. Uchwały intencyjne wyrażające chęć współtworzenia związku metropolitalnego Metropolia Bydgoszcz podjęło 19 samorządów. Ustawa zakładała finansowanie tej formy współpracy z budżetu państwa (dla bydgoskiego obszaru metropolitalnego około 70-80 mln zł rocznie). Projekt przeszedł pomyślnie procedurę uchwałodawczą, został podpisany przez prezydenta Andrzeja Dudę i wszedł w życie 1 stycznia 2016, jednak nowo utworzony Rząd Beaty Szydło nie wydał do niej stosownych rozporządzeń. W kolejnej kadencji Sejmu 2015-2019 usunięto z obiegu prawnego tę ustawę, tworząc początkowo tylko jeden Górnośląski Związek Metropolitalny. W związku z tym prezydent Bydgoszczy Rafał Bruski zaproponował założenie stowarzyszenia, jako alternatywnej formy współpracy, dla zacieśniania relacji oraz dla budowania siły i potencjału regionu. Członkostwo w związku zaproponowano 20 gminom otaczającym Bydgoszcz. Rady 18 gmin wypowiedziały się pozytywnie, zaś dwie (Zławieś Wielka i Złotniki Kujawskie) odmówiły członkostwa. Tworząc Stowarzyszenie Metropolia Bydgoszcz wzorowano się na modelu poznańskim.
15 września 2016 odbyło się w Bydgoszczy zebranie założycielskie, na którym przedstawiciele 19 miast i gmin oraz 2 powiatów, podjęli uchwałę o powołaniu Stowarzyszenia Metropolia Bydgoszcz. 23 listopada 2016  Stowarzyszenie wpisano do Krajowego Rejestru Sądowego, a od lutego 2017 roku zaczęło funkcjonować Biuro Stowarzyszenia. Cały obszar związku ma powierzchnię 3496 km² i zamieszkuje go 619 tys. osób. W roku 2019 ze stowarzyszenia wystąpiła gmina Sadki (powiat nakielski). 

### Przesłanki współpracy

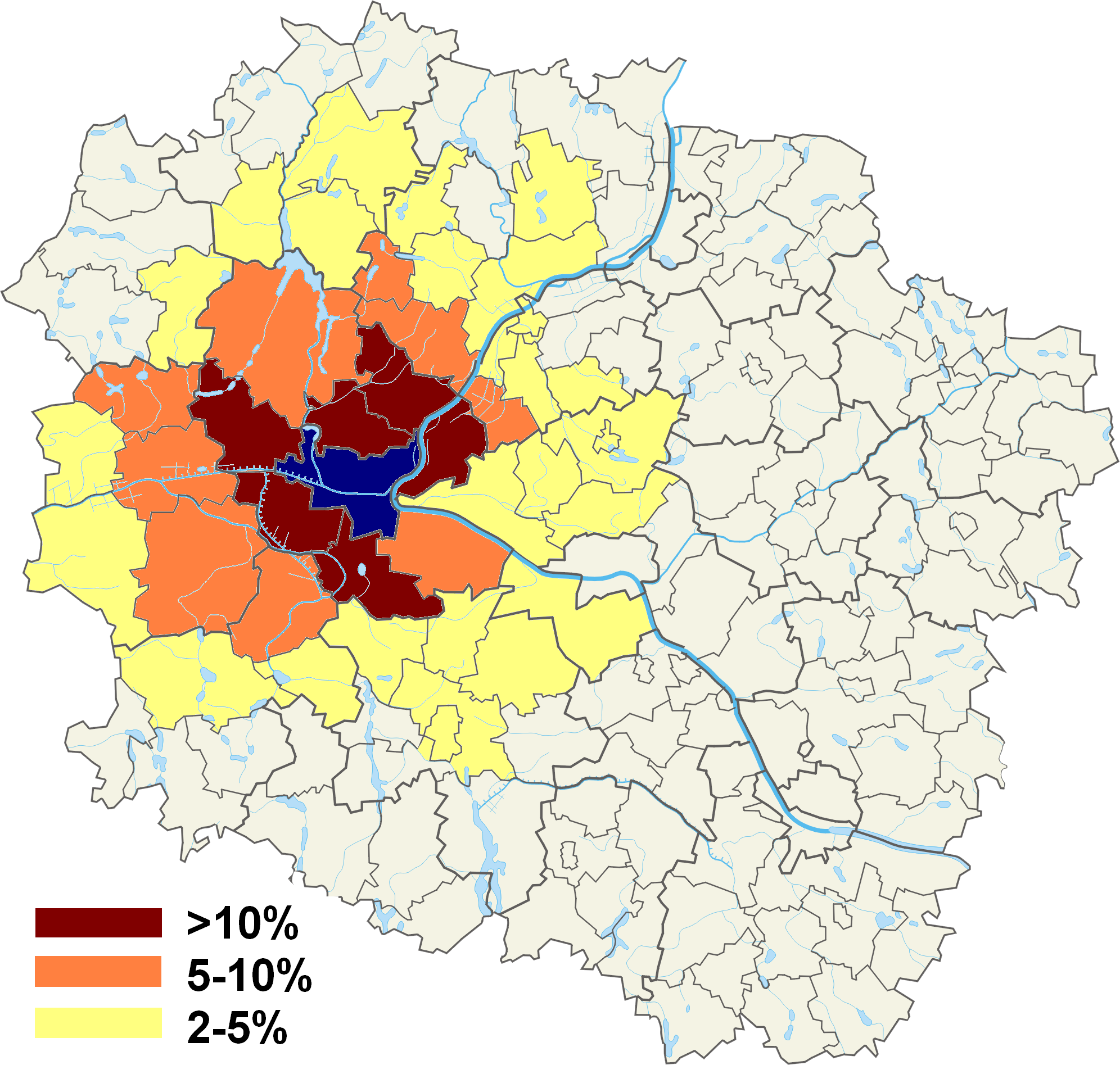
Dojazdy do pracy do Bydgoszczy według Narodowego Spisu Powszechnego 2011. Liczba osób zatrudnionych w Bydgoszczy w stosunku do liczby ludności w wieku produkcyjnym w gminach (%)

- Konieczność oddolnego stworzenia organizacji gmin żywotnie zainteresowanych rozwojem ośrodka metropolitarnego, bez zmuszania do współpracy z racji politycznych (jak to ma miejsce np. w przypadku aglomeracji bydgosko-toruńskiej).
- Połączenie potencjałów samorządów o wspólnych interesach daje wartość dodaną w postaci korzyści promocyjnych i wymiernych korzyści finansowych.
- Postępująca od 1995 roku suburbanizacja okolic Bydgoszczy doprowadziła do zasiedlenia okolic miasta przez osoby związane rodzinnie i zawodowo z Bydgoszczą, które do niej codziennie dojeżdżają i korzystają z usług wyższego rzędu (szkoły, szpitale, handel, kultura, sport itd.); w latach 1995-2016 do podbydgoskich gmin przesiedliło się około 20 tys. mieszkańców, którzy wybudowali ponad 10 tys. domów.
- Rozwijający się rynek pracy w Bydgoszczy i niskie bezrobocie stworzyły szansę zatrudnienia dla osób zamieszkujących okolice miasta. Z badań Ośrodka Statystyki Miast w Poznaniu przeprowadzonego w 2006 roku wynika, że do Bydgoszczy przyjeżdżało do pracy z innych gmin i powiatów 19,7 tys. osób (13 miejsce w kraju, 4 w północnej Polsce). Było to prawie 5 razy więcej, niż z osób wyjeżdżających do pracy z Bydgoszczy[6]. Dodatni iloraz przepływów jest najwyższy w województwie kujawsko-pomorskim i dotyczy również gmin podbydgoskich: Białe Błota i Osielsko. Ponad 20% udział w liczbie pracowników najemnych na terenie gminy w której mieszkają mieli przyjeżdżający do pracy z gmin: Dąbrowa Chełmińska, Dobrcz, Sicienko, Białe Błota, Świekatowo, Osielsko, Nowa Wieś Wielka. Natomiast udział w zakresie 15-20% mieli przyjeżdżający do pracy z gmin: Szubin, Łabiszyn i Koronowo. Udział powyżej 5% miały gminy położone dalej na północ i południowy zachód od Bydgoszczy aż do granic województwa[6].

## Organy i budżet
Organem naczelnym stowarzyszenia jest 7-osobowy zarząd. Prezesem zarządu jest prezydent Bydgoszczy, a wiceprezesami: starostowie: bydgoski i nakielski oraz burmistrz Żnina. Resztę składu uzupełniają burmistrzowie i wójtowie gmin członkowskich. W 2016 roku roczną wysokość składek ustalono na poziomie 1 zł od mieszkańca Bydgoszczy oraz 50 groszy od mieszkańców gmin podmiejskich oraz powiatów: bydgoskiego i nakielskiego.

## Zadania

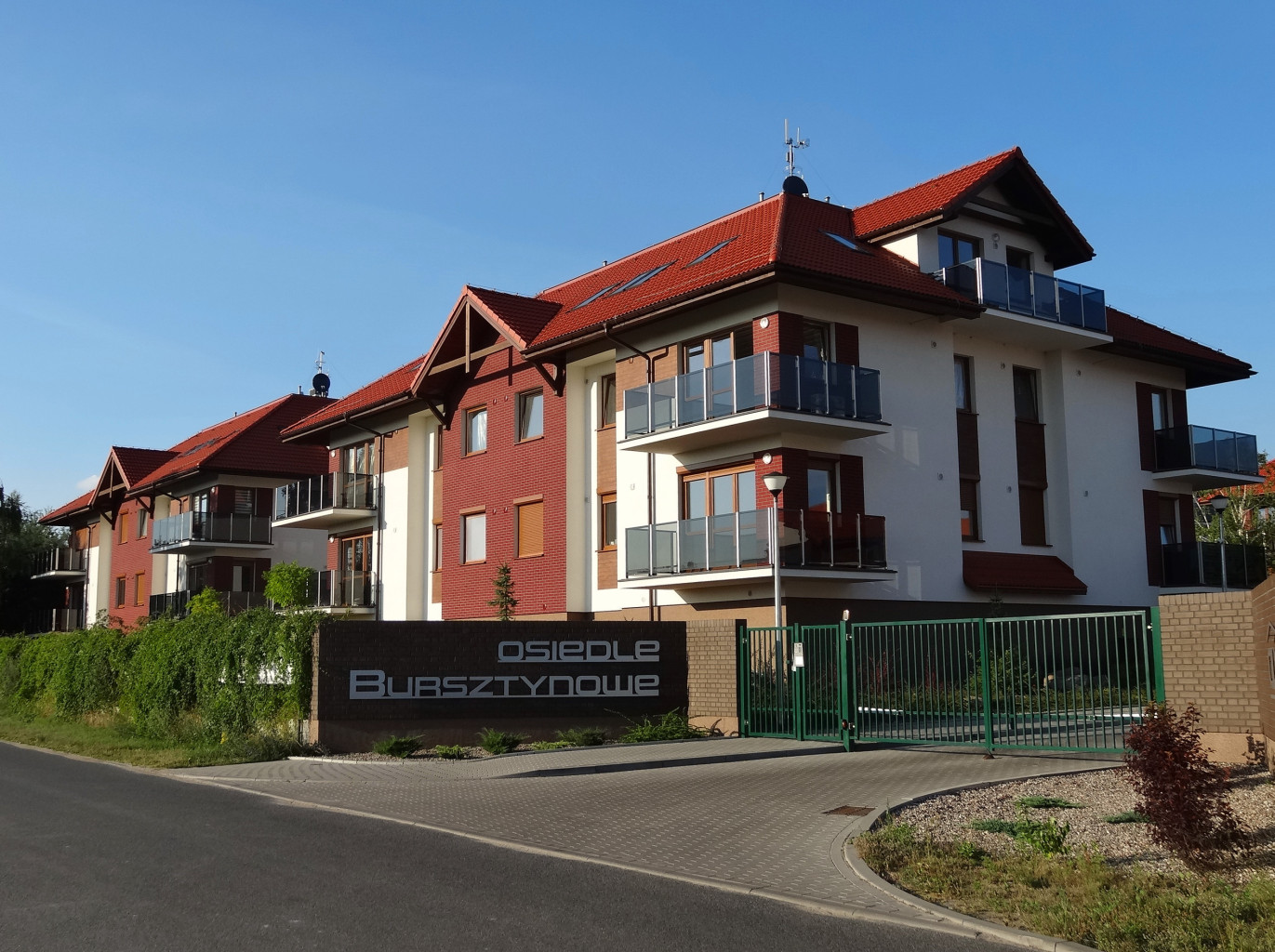
Osiedle mieszkaniowe w podbydgoskiej gminie Osielsko

- Budowanie pozytywnych relacji i wzajemnego zaufania między samorządami.
- Rozwijanie poczucia wspólnoty pomiędzy mieszkańcami poszczególnych miejscowości.
- Ustalenie wspólnej strategii rozwoju dla gmin wchodzących w skład stowarzyszenia.
- Budowa potencjału oraz promocja obszaru stowarzyszenia jako najsilniejszego ośrodka gospodarczego w województwie kujawsko-pomorskim.
- Wspólna promocja kulturalna i turystyczna obszaru metropolitarnego.
- Rozwój transportu publicznego, łączącego poszczególne gminy (w tym Bydgoski Rower Aglomeracyjny).
- Integracja gospodarki komunalnej (wspólna grupa zakupowa, gospodarka odpadami ścieżki rowerowe).
- Pozyskiwanie środków finansowych z krajowych i zagranicznych funduszy celowych.
- Wyrażanie opinii dotyczących procesów legislacyjnych i decyzyjnych w sprawach objętych przedmiotem zainteresowania związku.
- Lobbing w celu realizacji ważnych dla regionu bydgoskiego inwestycji np. drogi ekspresowej , rewitalizacji linii kolejowych, czy też terminala transportu multimodalnego.

### Podejmowane projekty i inicjatywy
- Stała współpraca z Bydgoską Agencją Rozwoju Regionalnego, w celu wzmocnienia promocji gospodarczej[1].
- Szkolenia dotyczące wspólnego przygotowywania ofert inwestycyjnych dla inwestorów, tworzenia budżetów obywatelskich, prowadzenia konsultacji społecznych[1].
- Utworzenie Bydgoskiej Grupy Zakupowej dla wspólnego zakupu gazu ziemnego i energii elektrycznej, umożliwiającego uzyskanie oszczędności finansowych[1].
- Organizacja międzygminnego zbiorowego transportu publicznego; w 2018 roku funkcjonowało 6 linii autobusowych (91,92,93,94,95,99) dojeżdżających z Bydgoszczy do gmin: Białe Błota, Osielsko, Dobrcz i Nowa Wieś Wielka[8][9] oraz sezonowa linia nr 75 do Ostromecka[10].
- Wspólna gospodarka odpadami; w 2017 roku do bydgoskiego Zakładu Termicznego Przekształcania Odpadów Komunalnych „ProNatura” trafiały odpady z gmin: Sicienko, Dąbrowa Chełmińska, Mrocza, Solec Kujawski, Koronowo oraz Nakło nad Notecią[1].
- Integracja gmin podbydgoskich poprzez rekreację, np. uczestnictwo metropolii Bydgoszcz w Europejskiej Rywalizacji Rowerowej  (European Cycling Challenge 2017), organizacja międzygminnych zawodów sportowych dla dzieci itp.[1].
- Akcje promocyjne „Metropolia za pół ceny” dotyczące rabatów w zakupach u lokalnych przedsiębiorców[1].
- Akcje solidarnościowe, m.in. w zbiórkach na rzecz usuwania szkód po klęskach żywiołowych w stowarzyszonych gminach[1] (np. dla gmin w powiecie żnińskim po nawałnicach w 2017 roku).

## Członkowie
Członkami stowarzyszenia są: miasto Bydgoszcz, powiaty: bydgoski i nakielski, oraz 17 gmin, w tym: 8 z powiatu bydgoskiego, 4 z powiatu nakielskiego, 3 z powiatu żnińskiego i po jednej z powiatu: świeckiego i inowrocławskiego. 
Gminy Stowarzyszenia Metropolia Bydgoszcz:
| Gmina              | Powiat        | Powierzchnia (km²) | Liczba ludności 30 grudnia 2016 | Gęstość zaludnienia (osób/km²) | Pracujący | Podmioty REGON | Zmiana populacji 1995-2016 (%) | Saldo migracji 1995-2016 | Nowe mieszkania 1995-2016 | Zalesienie (% pow.) |
| ------------------ | ------------- | ------------------ | ------------------------------- | ------------------------------ | --------- | -------------- | ------------------------------ | ------------------------ | ------------------------- | ------------------- |
| Barcin             | żniński       | 125                | 14 911                          | 123                            | 2904      | 985            | −4,8                           | −1146                    | 446                       | 9,9                 |
| Białe Błota        | bydgoski      | 123                | 20 694                          | 169                            | 7279      | 3190           | 124,9                          | 9299                     | 3690                      | 53,0                |
| Bydgoszcz          | Bydgoszcz     | 176                | 353 938                         | 2011                           | 122 378   | 42 900         | −8,3                           | −19 486                  | 21 457                    | 27,2                |
| Dąbrowa Chełmińska | bydgoski      | 125                | 8218                            | 66                             | 915       | 680            | 24,0                           | 1066                     | 690                       | 44,1                |
| Dobrcz             | bydgoski      | 130                | 11 352                          | 87                             | 1166      | 998            | 34,3                           | 1841                     | 1014                      | 6,5                 |
| Kcynia             | nakielski     | 297                | 13 478                          | 45                             | 1162      | 806            | −5,0                           | −1224                    | 291                       | 21,7                |
| Koronowo           | bydgoski      | 412                | 24 218                          | 59                             | 3090      | 1867           | 6,2                            | 289                      | 1161                      | 30,8                |
| Łabiszyn           | żniński       | 167                | 9989                            | 60                             | 913       | 805            | 10,0                           | 224                      | 480                       | 32,1                |
| Mrocza             | nakielski     | 150                | 9282                            | 62                             | 785       | 624            | 3,0                            | −441                     | 236                       | 15,0                |
| Nakło nad Notecią  | nakielski     | 187                | 32 149                          | 172                            | 7203      | 2575           | −1,2                           | −1348                    | 1308                      | 18,3                |
| Nowa Wieś Wielka   | bydgoski      | 148                | 9929                            | 67                             | 1782      | 1097           | 51,4                           | 2679                     | 906                       | 61,6                |
| Osielsko           | bydgoski      | 102                | 13 279                          | 131                            | 2647      | 2324           | 128,0                          | 6559                     | 3087                      | 56,8                |
| Pruszcz            | świecki       | 142                | 9635                            | 68                             | 1233      | 755            | 1,6                            | −12                      | 314                       | 2,2                 |
| Rojewo             | inowrocławski | 120                | 4727                            | 39                             | 604       | 277            | 0,0                            | −296                     | 127                       | 20,2                |
| Sicienko           | bydgoski      | 180                | 9915                            | 55                             | 983       | 917            | 32,8                           | 1413                     | 953                       | 19,4                |
| Solec Kujawski     | bydgoski      | 175                | 16 813                          | 96                             | 4867      | 1601           | 8,1                            | 886                      | 1092                      | 74,0                |
| Szubin             | nakielski     | 332                | 24 555                          | 74                             | 4002      | 1867           | 14,2                           | 1261                     | 1618                      | 34,4                |
| Żnin               | żniński       | 251                | 24 378                          | 97                             | 5083      | 1992           | −1,1                           | −995                     | 828                       | 6,0                 |
| całość             |               | 3342               | 611 460                         |                                |           |                |                                |                          |                           |                     |

### Miasta
Na obszarze Stowarzyszenia Metropolia Bydgoszcz znajduje się 10 miast, w których mieszka 444 tys. osób tj. 72% populacji. Największym miastem jest Bydgoszcz skupiająca 57% ludności Stowarzyszenia, w tym 80% ludności miejskiej i 72% osób aktywnych zawodowo.  
Miasta Stowarzyszenie Metropolia Bydgoszcz (wyróżniono nazwy miast będących siedzibami powiatów):
| Miasto            | Powiat    | Powierzchnia (km²) | Liczba ludności 30 czerwca 2017 | Gęstość zaludnienia (osób/km²) |
| ----------------- | --------- | ------------------ | ------------------------------- | ------------------------------ |
| Barcin            | żniński   | 3,70               | 7,548                           | 2040                           |
| Bydgoszcz         | Bydgoszcz | 175,98             | 353,215                         | 2007                           |
| Kcynia            | nakielski | 6,84               | 4,696                           | 687                            |
| Koronowo          | bydgoski  | 28,15              | 11,254                          | 400                            |
| Łabiszyn          | żniński   | 2,89               | 4,495                           | 1555                           |
| Mrocza            | nakielski | 5,01               | 4,386                           | 875                            |
| Nakło nad Notecią | nakielski | 10,62              | 18,688                          | 1760                           |
| Solec Kujawski    | bydgoski  | 18,68              | 15,665                          | 839                            |
| Szubin            | nakielski | 7,65               | 9,621                           | 1258                           |
| Żnin              | żniński   | 8,35               | 14,079                          | 1686                           |